# Kościół Narodzenia Najświętszej Maryi Panny w Okrzeszynie
Kościół Narodzenia Najświętszej Maryi Panny w Okrzeszynie – rzymskokatolicki kościół filialny parafii Świętej Rodziny w Chełmsku Śląskim mieszczący się w Okrzeszynie w diecezji legnickiej.

## Historia

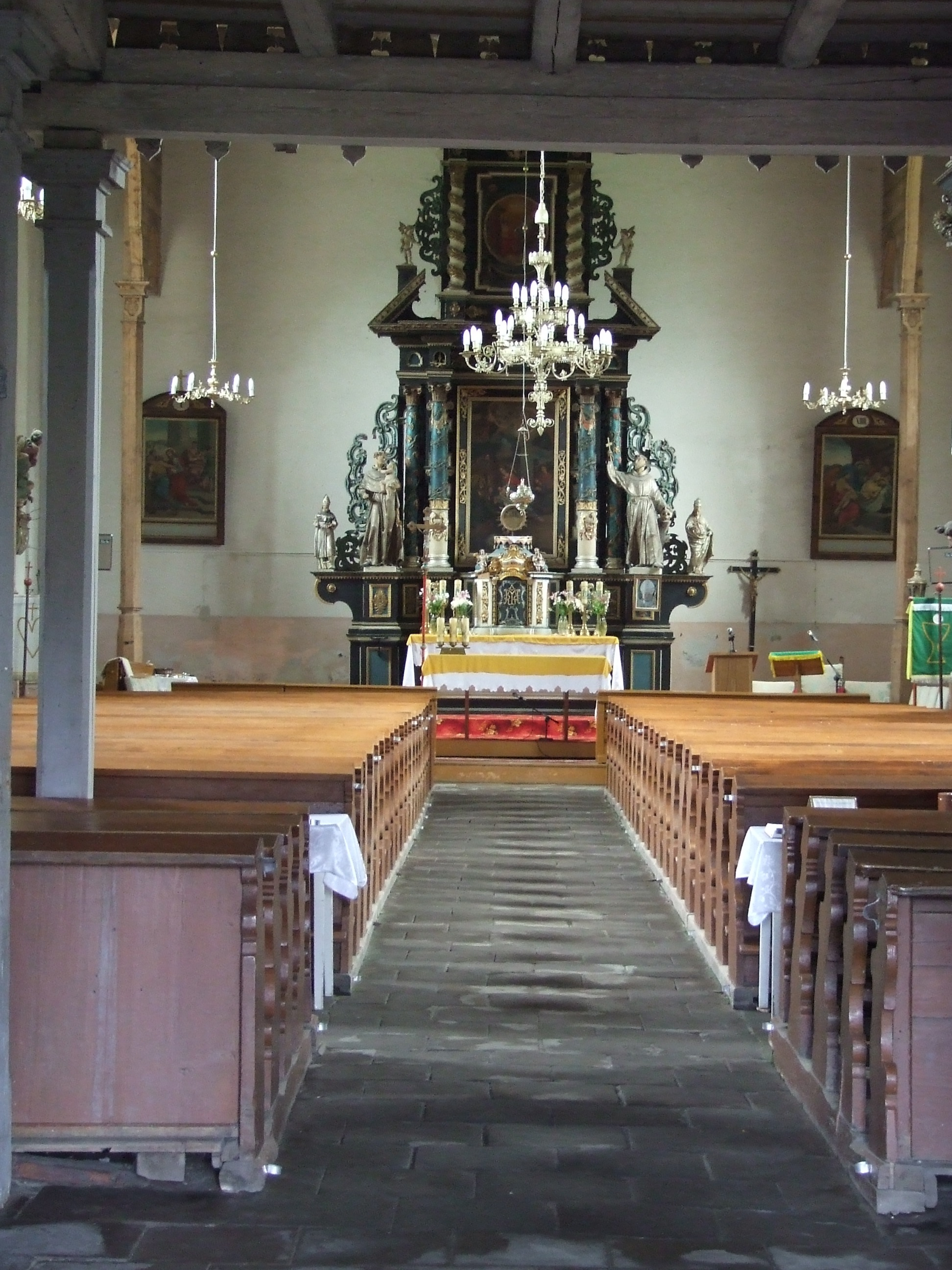
Nawa główna z prezbiterium

Pierwsza wzmianka o kościele pochodzi z 1352 r. Wybudowany został przez Cystersów z Krzeszowa, początkowo z drewna w 1690 r., a później z kamienia w 1724 r. Świątynia otrzymała tytuł: "Narodzenia Pańskiego". Jest to okazała budowla jednonawowa z pseudotranseptem i prezbiterium. Na osi wieża z zegarem z 1856 r. We wnętrzu oprócz bogatej snycerki, zwraca uwagę ołtarz główny i ambona z XVIII w., kamienna chrzcielnica z 1 poł. XVIII w. gotycki krucyfiks z XIV w.

## Galeria

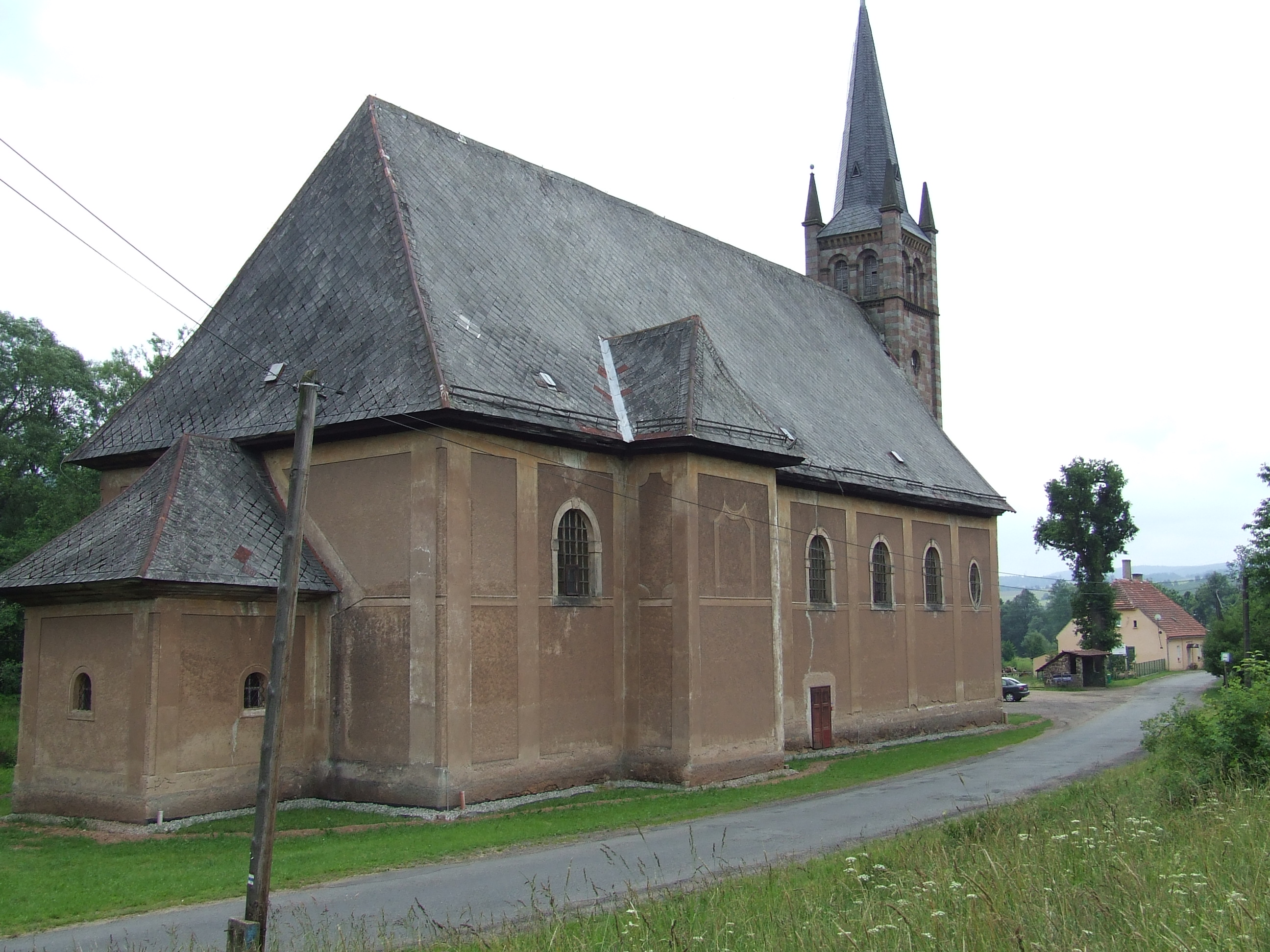
Kościół pw. Narodzenia Najświętszej Maryi Panny
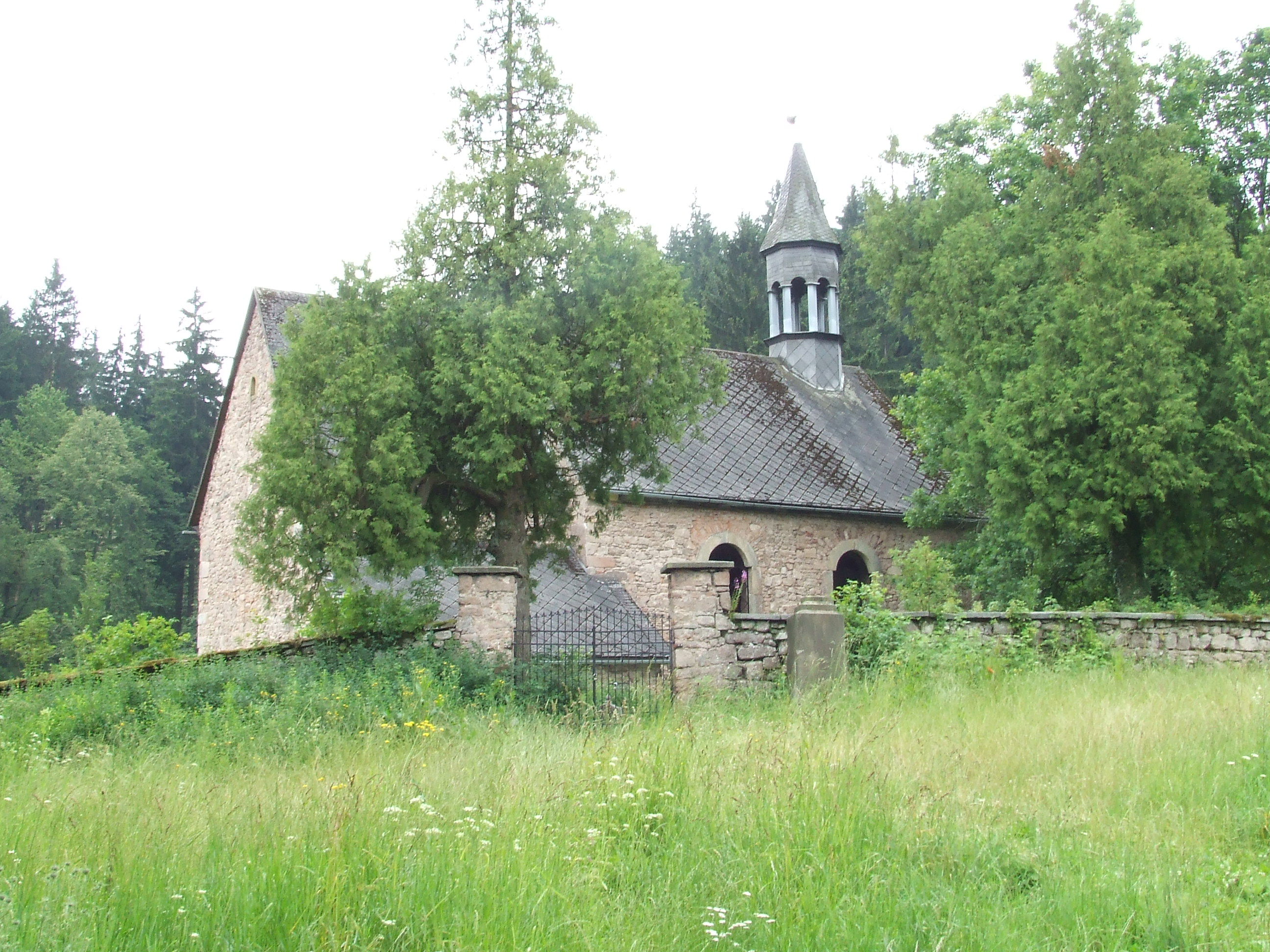
Kościół cmentarny pw. św. Michała
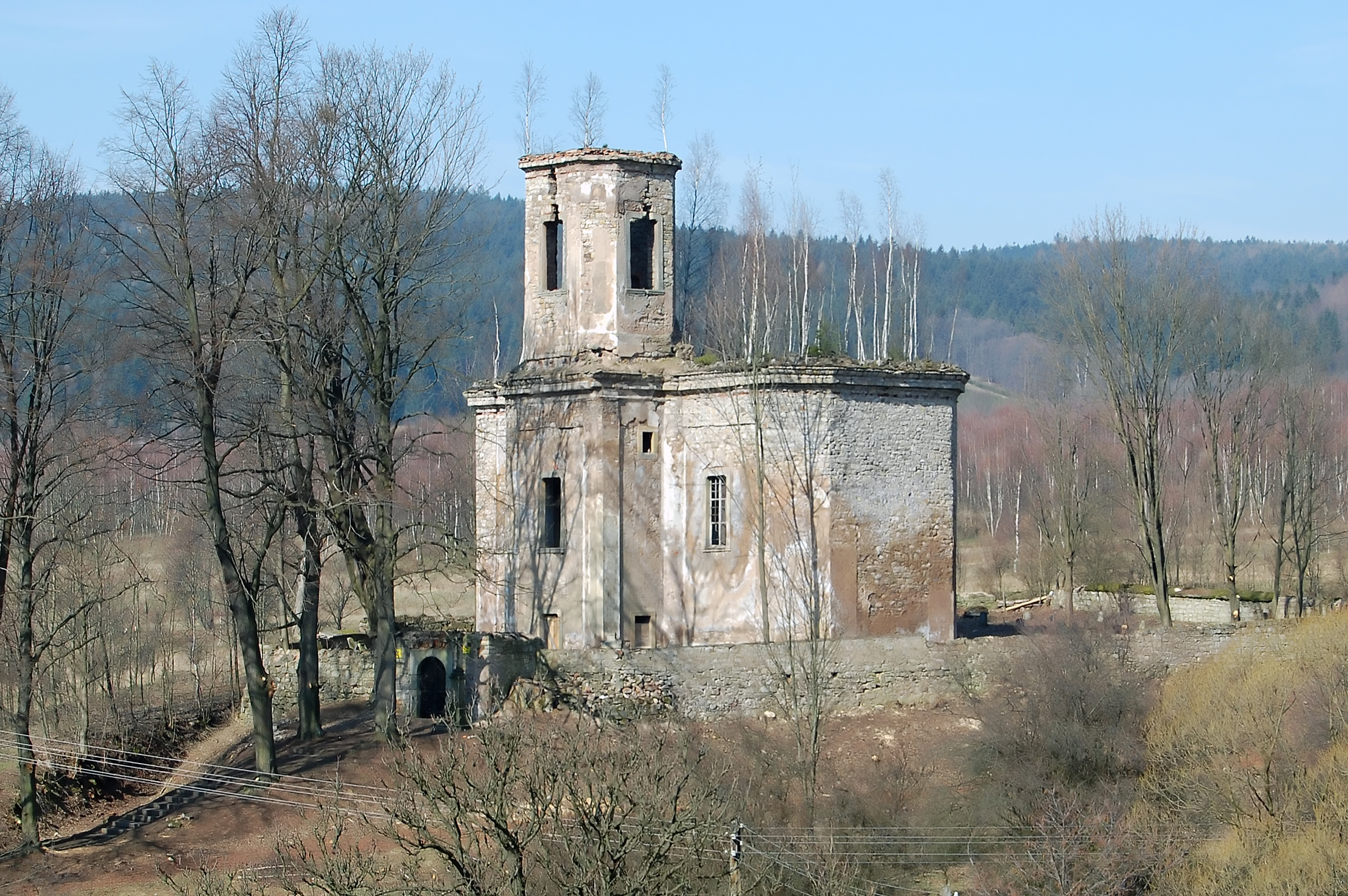
Uniemyśl, ruiny kościoła św. Mateusza - panoramio